# Antonín Matula
Antonín Matula (9. dubna 1885 Drnholec – 23. ledna 1953 Praha) byl moravský učitel, úředník ministerstva školství, spisovatel a literární teoretik, představitel ruralismu. Byl rovněž reprezentantem politického agrárnictví. Selství mu bylo ideálem a alternativou k modernímu světu.

## Život
Narodil se v rodině sedláka Josefa Matuly a Anešky rozené Prašívkové, v obci, která se po sloučení s obcí Větřkovice přejmenovala na Lubinu a která je dnes součástí města Kopřivnice. Měl čtyři sourozence: Sofii (1877), Josefa (1879), Františku (1881–1955) a Františka (1883).
Studoval v Olomouci na Univerzitě Palackého nejdříve teologickou fakultu, později přešel na fakultu filozofickou. Od roku 1910 byl středoškolským profesorem, nejprve v Zábřehu na Moravě, posléze v Jičíně. Od roku 1919 pracoval v lidovýchovném oddělení Ministerstva školství a národní osvěty. V roce 1923 byl jmenován vrchním odborových radou a přednostou Svobodného učení selského. Na ministerstvu zůstal i v době protektorátu.
Byl aktivním členem Agrární strany. Podílel se na její venkovské politice, k tomuto tématu sepsal i několik prací, zejm. České otázky a agrarismus a Výchova venkova k lidovládě. Byl redaktorem Občanské knihovny, členem Kola moravských spisovatelů (1920–1948) a členem Čsl. akademie zemědělské. Publicisticky působil v agrárnických tiskovinách Brázda a Česká osvěta.
Ruralismus byl nejen literárním směrem, který vyznával, ale byl i jeho významným teoretikem, v pracích jako Vesnické drama, Kořeny v moravské půdě, Filosofie venkova, Osvobození života, Hlasy země v evropských literaturách, Kruh věčnosti. Ruralistické ideje pak realizoval i ve vlastní tvorbě, v románech V začarovaném kruhu, Ohnivý vítr, Tělo, svět ďábla nebo Stráž.
Byl zakladatelem Svobodného učení selského, Osvětového ústředí pro venkov, pražské Vyšší lidové školy pro venkov a Osvětového kina v Praze.
Dochovala se jeho korespondence s Josefem Knapem, Františkem Křelinou, Jiřím Mahenem nebo Aloisem Mrštíkem. Jeho ženou byla od roku 1914 spisovatelka Milada Matulová-Dvořáková. V Praze XIX. Bubeneč bydlel na adrese Terronská 583.

## Dílo

### Spisy
- České otázky a agrarismus – Olomouc: Mladá Morava, 1912
- Moravský venkov v české literatuře: Metoděj Jahn. Alois Mrštík – Přerov: vlastním nákladem, 1914?
- Vesnické drama: studie z českého písemnictví – Jičín: v. n., 1916
- Kořeny v moravské půdě – Praha: František Švejda, 1918
- Výchova venkova k lidovládě: lidovýchovné stati – Praha: Zemské sdružení dorostu českého venkova, 1919
- Z poroby k svobodě: předneseno zkráceně na valné hromadě venkovského dorostu v Přerově 21. května 1919
- Osvěta venkova: programové úvahy – Praha: Ministerstvo zemědělství, 1920
- Lidová výchova u nás – Praha: Čsl. podniky tiskařské a vydavatelské, 1921
- Adult Education in Czechoslovakia: a survey of five years’ public work – by Antonín Matula and František Praus. Prague: State Publishing Office, 1925
- Filosofie venkova – Praha: Českomoravské podniky tiskařské a vydavatelské, 1925
- František August Brauner, přítel selského lidu – Praha: Svobodné učení selské, 1925
- Lidová výchova v Československé republice – Praha: Státní nakladatelství, 1928
- L’éducation populaire dans la République Tchécoslovaque – Antoine Matula et François Bous. Prague: Association des Professeurs Tchécoslovaques, 1928
- Die Volksbildung in der Tschechoslowakischen Republik – Kapitel 2. und 3. von dr. Anton Moucha. Prag: K. André, 1928
- Dr. Milan Hodža – k jeho padesátinám; Anton Štefánek a Antonín Matula. Praha: Svobodné učení selské, 1928
- Kulturní politika Republikánské strany – Praha: Svobodné učení selské, 1929
- Népnevelés a Csehszlovák köztársaságban – Matula Antal; Magyara fordította: Schenk Erzsébet. Bratislava: Kultura, 1929
- Vneškol’noje narodnoje obrazovanije v Čechoslovackoj respublike – Perevel s češskago: K. Kochannyj-Goral’čuk. Užgorod: 1929
- Přehled dějin čsl. zemědělství – Josef Kazimour. Duševní život čsl. venkova – Antonín Matula. Žena v čsl. zemědělství – Marie Tulmířová. Praha: Masarykova akademie práce, 1930
- Osvobození života: úvahy a výzvy – Praha: Novina, 1931
- Ruralismus v krásném písemnictví – 1932
- Hlasy země v evropských literaturách – Praha: Svobodné učení selské, 1933
- Branná výchova mimo školu – Praha: Svobodné učení selské, 1937
- Dnes jako včera: soubor článků, úvah a řečí z let 1908–1938 – Praha: Novina, 1938
- Kruh věčnosti: pohledy do duchovního života – Ostrava: Josef Lukasík, 1943

### Články
- Rozkvět obrázkový čtrnáctideník 1908: Karel Havlíček Borovský s. 4–11
- Rozkvět obrázkový čtrnáctideník 1909: Lidé šlechtici s. 35–39; Selské postavy s. 68; Maryša s. 112; O výchově s. 199; K sjezdu agrárního dorostu 30. a 31. května s. 238; Štěstí národa s. 262; Rodiče a děti s. 300; Divadlo a národnost s. 323–327; Spekulace s duší lidskou s. 347; O demokratismu s. 469, 517, 549

### Próza
- V začarovaném kruhu: povídky – Praha: F. Švejda, 1917
- Ohnivý vítr: román – Praha: Čsl. podniky tiskařské a vydavatelské, 1920
- Tělo, svět, ďábla: román – Praha: Bohumil Janda, 1930
- Stráž: román – Praha: Novina, 1935

### Jiné
- Bezkydské besedy[nedostupný zdroj]: časopis – majitel/redaktor. Raškovice: Jaroslav Ludvík Mikoláš, 1914–1916
- Trýzeň duše a jiné povídky – Viktor Kamil Jeřábek; napsal o autorovi. Praha: Karel Šolc, 1917
- Příručka pro veřejné knihovny – Antonín Matula [et al.] Praha: Státní nakladatelství, 1921
- Časové otázky lidové výchovy: sjezd osvětových pracovníků z Moravy a Slezska konaný dne 16. a 17. dubna 1924 v Brně: zpráva o jednání sjezdovém; uspořádal. Praha: Státní nakladatelství, 1924
- Vychovatelská čítanka: sborník statí pro matky – uspořádal Josef Kubálek, Antonín Matula. Praha: Státní nakladatelství, 1930?
- Lidovýchovná práce v okrese i v obci: osvětovým pracovníkům venkovským – napsal Jan Petr za součinnosti Antonína Matuly a Adolfa Chaloupky. Praha: Svobodné učení selské, 1931
- Humanita skutkem (humanita tvrdá – nemazlivá): návrhy o reformě sociální péče vesnic i měst: zkušenosti 25leté drobné národní práce lidovýchovné – Antonín Vávra; péčí synů autorových Františka, Antonína a Josefa; úvod napsal Antonín Matula. Praha:
- Pro osvětu vesnice: řeči a projevy k venkovskému dorostu – uspořádal. Praha: Svobodné učení selské, 1934
- Idea československého státu a lidová kultura: přehled veřejné péče osvětové, vydaný k druhému celostátnímu sjezdu lidovýchovných pracovníků v Československé republice [uspořádanému ministerstvem školství a národní osvěty v Praze ve dnech 26.–28. května 1938 – uspořádal užší pracovní výbor Antonín Matula, Jindřich Kubíček a Antonín Moucha; redigoval Jan Hejman. Praha: Státní nakladatelství, 1938
- Věčný oheň: paměti – Antonín Matula; Lukáš Holeček (editor). Praha: MÚA, 2019